# Secretaría de Finanzas (Argentina)
La Secretaría de Finanzas es una de las secretarías constitutivas del Ministerio de Economía del Poder Ejecutivo Nacional de Argentina.

## Historia
Por decreto n.º 1144 del 19 de enero de 1949 del presidente Juan Domingo Perón, se creó la Secretaría de Finanzas, dependiente de la Presidencia de la Nación. El secretario tenía jerarquía de ministro y estaba a cargo del Banco Central. Su primer titular fue Alfredo Gómez Morales.

## Objetivos
Los objetivos de la Secretaría de Finanzas son:
1. Definir el financiamiento externo e interno del estado nacional
2. Intervenir en negociaciones con entidades financieras y con el Fondo Monetario Internacional
3. Coordinar las relaciones con la comunidad financiera y la representación ante organismos multilaterales

## Organigrama
- Subsecretaría de Servicios Financieros
- Subsecretaría de Financiamiento
- Unidad de Gestión de la Sostenibilidad de Deuda Pública Externa
- Dirección Nacional de Estrategia del Financiamiento

## Nómina de secretarios
| Secretario             | Partido | Partido               | Periodo                                         | Presidente                        |
| ---------------------- | ------- | --------------------- | ----------------------------------------------- | --------------------------------- |
| Roberto Lisandro Barry |         |                       | 6 de enero de 2002 - 3 de mayo de 2002          | Eduardo Duhalde                   |
| Guillermo Nielsen      |         | Partido Justicialista | 3 de mayo de 2002 - 27 de noviembre de 2005     | Eduardo Duhalde - Néstor Kirchner |
| Alfredo McLaughlin     |         | Independiente         | 27 de noviembre de 2005-5 de diciembre de 2006  | Néstor Kirchner                   |
| Hugo Luis Secondini    |         | Independiente         | 10 de diciembre de 2007-30 de abril de 2008     | Cristina Fernández de Kirchner    |
| Hernán Lorenzino       |         | Independiente         | 30 de abril de 2008-10 de diciembre de 2011     | Cristina Fernández de Kirchner    |
| Adrián Cosentino       |         | Independiente         | 10 de diciembre de 2011-22 de noviembre de 2013 | Cristina Fernández de Kirchner    |
| Pablo Julio López      |         | Independiente         | 22 de noviembre de 2013-10 de diciembre de 2015 | Cristina Fernández de Kirchner    |
| Luis Caputo            |         | Propuesta Republicana | 10 de diciembre de 2015-10 de enero de 2017     | Mauricio Macri                    |
| Santiago Bausili       |         | Independiente         | 10 de enero de 2017-10 de diciembre de 2019     | Mauricio Macri                    |
| Diego Bastourre        |         | Independiente         | 10 de diciembre de 2019-7 de enero de 2021      | Alberto Fernández                 |
| Mariano Sardi          |         | Independiente         | 7 de enero de 2021-9 de agosto de 2021          | Alberto Fernández                 |
| Rafael Brigo           |         | Independiente         | 9 de agosto de 2021-8 de julio de 2022          | Alberto Fernández                 |
| Eduardo Setti          |         | Independiente         | 8 de julio de 2022-10 de diciembre de 2023      | Alberto Fernández                 |
| Pablo Quirno Magrane   |         | Independiente         | 10 de diciembre de 2023                         | Javier Milei                      |